# NWSL Challenge Cup 2021
Der NWSL Challenge Cup 2021 war ein Turnier im Rahmen der National Women’s Soccer League 2021. Er war die zweite Austragung des Wettbewerbs, begann am 9. April und endete am 8. Mai, eine Woche vor Beginn der regulären Saison der NWSL.
In der East Division konnte sich der NJ/NY Gotham FC den ersten Platz sichern, in der West Division belegte der Portland Thorns FC den ersten Rang. Somit trafen im Finale beide Teams aufeinander. Hier setzte sich Portland mit 6:5 im Elfmeterschießen durch, nachdem es nach 90 Spielminuten 1:1-Unentschieden gestanden hatte.

## Format
Während die erste Austragung 2020 in einer einzelnen „Blase“ aufgrund der COVID-19-Pandemie stattfand, wurde der Challenge Cup 2021 in den Heimatmärkten der Franchises ausgetragen. Die zehn Teams wurden hierbei in zwei regionale Gruppen mit je fünf Teams aufgeteilt. Jede Mannschaft trug vier Spiele gegen ihre jeweiligen Gruppengegner aus und die beiden Gruppensieger bestreiten das Finale am 8. Mai.
Der vollständige Spielplan wurde gemeinsam mit den Regeln und Regularien am 9. März veröffentlicht.

## East Division
| Pl. | Verein                 | Sp. | S | U | N | Tore    | Diff. | Punkte |
| --- | ---------------------- | --- | - | - | - | ------- | ----- | ------ |
| 1.  | NJ/NY Gotham FC        | 4   | 2 | 2 | 0 | 005:300 | +2    | 08     |
| 2.  | North Carolina Courage | 4   | 2 | 1 | 1 | 009:800 | +1    | 07     |
| 3.  | Orlando Pride          | 4   | 1 | 2 | 1 | 003:300 | ±0    | 05     |
| 4.  | Washington Spirit      | 4   | 1 | 1 | 2 | 003:400 | −1    | 04     |
| 5.  | Racing Louisville FC   | 4   | 0 | 2 | 2 | 004:600 | −2    | 02     |

1. Spieltag
| Datum                           |                        | Ergebnis  |                   |
| ------------------------------- | ---------------------- | --------- | ----------------- |
| 10. April 2021, 15:30 Uhr (EDT) | North Carolina Courage | 3:2 (2:1) | Washington Spirit |
| 10. April 2021, 19:00 Uhr (EDT) | Racing Louisville FC   | 2:2 (1:1) | Orlando Pride     |

2. Spieltag
| Datum                           |                   | Ergebnis  |                      |
| ------------------------------- | ----------------- | --------- | -------------------- |
| 14. April 2021, 19:00 Uhr (EDT) | Orlando Pride     | 0:1 (0:0) | NJ/NY Gotham FC      |
| 15. April 2021, 19:00 Uhr (EDT) | Washington Spirit | 1:0 (0:0) | Racing Louisville FC |

3. Spieltag
| Datum                           |                 | Ergebnis  |                        |
| ------------------------------- | --------------- | --------- | ---------------------- |
| 20. April 2021, 18:00 Uhr (EDT) | NJ/NY Gotham FC | 4:3 (3:2) | North Carolina Courage |
| 21. April 2021, 17:00 Uhr (EDT) | Orlando Pride   | 1:0 (1:0) | Washington Spirit      |

4. Spieltag
| Datum                           |                      | Ergebnis  |                        |
| ------------------------------- | -------------------- | --------- | ---------------------- |
| 26. April 2021, 18:00 Uhr (EDT) | Racing Louisville FC | 2:3 (1:1) | North Carolina Courage |
| 27. April 2021, 19:00 Uhr (EDT) | Washington Spirit    | 0:0       | NJ/NY Gotham FC        |

5. Spieltag
| Datum                        |                        | Ergebnis |                      |
| ---------------------------- | ---------------------- | -------- | -------------------- |
| 1. Mai 2021, 19:30 Uhr (EDT) | North Carolina Courage | 0:0      | Orlando Pride        |
| 2. Mai 2021, 12:30 Uhr (EDT) | NJ/NY Gotham FC        | 0:0      | Racing Louisville FC |

## West Division
| Pl. | Verein             | Sp. | S | U | N | Tore    | Diff. | Punkte |
| --- | ------------------ | --- | - | - | - | ------- | ----- | ------ |
| 1.  | Portland Thorns FC | 4   | 3 | 1 | 0 | 006:200 | +4    | 10     |
| 2.  | OL Reign           | 4   | 2 | 1 | 1 | 005:500 | ±0    | 07     |
| 4.  | Houston Dash       | 4   | 1 | 3 | 0 | 004:200 | +2    | 06     |
| 3.  | Chicago Red Stars  | 4   | 0 | 2 | 2 | 003:500 | −2    | 02     |
| 5.  | Kansas City NWSL   | 4   | 0 | 1 | 3 | 004:800 | −4    | 01     |

1. Spieltag
| Datum                          |                    | Ergebnis  |                   |
| ------------------------------ | ------------------ | --------- | ----------------- |
| 9. April 2021, 19:30 Uhr (CDT) | Houston Dash       | 0:0       | Chicago Red Stars |
| 9. April 2021, 19:30 Uhr (PDT) | Portland Thorns FC | 2:1 (1:0) | Kansas City NWSL  |

2. Spieltag
| Datum                           |                   | Ergebnis  |                    |
| ------------------------------- | ----------------- | --------- | ------------------ |
| 15. April 2021, 18:30 Uhr (CDT) | Chicago Red Stars | 0:1 (0:0) | Portland Thorns FC |
| 16. April 2021, 19:00 Uhr (PDT) | OL Reign          | 0:0       | Houston Dash       |

3. Spieltag
| Datum                           |                    | Ergebnis  |                  |
| ------------------------------- | ------------------ | --------- | ---------------- |
| 21. April 2021, 18:30 Uhr (CDT) | Chicago Red Stars  | 1:1 (0:0) | Kansas City NWSL |
| 21. April 2021, 19:00 Uhr (PDT) | Portland Thorns FC | 2:0 (1:0) | OL Reign         |

- Das Spiel Chicago – Kansas City wurde aufgrund des prognostizierten schlechten Wetters vom 20. April auf den 21. April verlegt.[6]

4. Spieltag
| Datum                           |                  | Ergebnis  |                   |
| ------------------------------- | ---------------- | --------- | ----------------- |
| 26. April 2021, 19:30 Uhr (CDT) | Kansas City NWSL | 1:3 (0:2) | Houston Dash      |
| 27. April 2021, 19:00 Uhr (PDT) | OL Reign         | 3:2 (1:1) | Chicago Red Stars |

5. Spieltag
| Datum                        |                  | Ergebnis  |                    |
| ---------------------------- | ---------------- | --------- | ------------------ |
| 2. Mai 2021, 18:30 Uhr (CDT) | Houston Dash     | 1:1 (1:0) | Portland Thorns FC |
| 3. Mai 2021, 19:00 Uhr (CDT) | Kansas City NWSL | 1:2 (1:1) | OL Reign           |

## Finale
Das Finale zwischen den jeweils Erstplatzierten der beiden Divisionen fand am 8. Mai statt.
| Portland Thorns FC                                           | Portland Thorns FC | NJ/NY Gotham FC | NJ/NY Gotham FC |
| ------------------------------------------------------------ | --- | --- | --------------- |
| Portland Thorns FC                                           | \| 8. Mai 2021 um 10:00 Uhr (PDT) in Portland (Providence Park) \| \| Ergebnis: 1:1 (1:0), 6:5 i. E. \| \| Schiedsrichterin: Natalie Simon \| \| Spielbericht \| | \| 8. Mai 2021 um 10:00 Uhr (PDT) in Portland (Providence Park) \| \| Ergebnis: 1:1 (1:0), 6:5 i. E. \| \| Schiedsrichterin: Natalie Simon \| \| Spielbericht \| | NJ/NY Gotham FC |
| Portland Thorns FC                                           | Adrianna Franch – Natalia Kuikka (68. Christen Westphal), Kelli Hubly, Meghan Klingenberg, Becky Sauerbrunn – Lindsey Horan, Angela Salem (68. Raquel Rodríguez), Sophia Smith (76. Morgan Weaver), Simone Charley – Crystal Dunn, Christine Sinclair Cheftrainer: Mark Parsons | DiDi Haracic – Imani Dorsey, Mandy Freeman, Caprice Dydasco (82. Sabrina Flores), Gina Lewandowski (46. Estelle Johnson) – Jennifer Cudjoe, Allie Long, Carli Lloyd – Margaret Purce (73. Ifeoma Onumonu), Paige Monaghan (74. Évelyne Viens), Nahomi Kawasumi Cheftrainer: Freya Coombe | NJ/NY Gotham FC |
| Portland Thorns FC                                           | 1:0 Christine Sinclair (8.) | 1:1 Carli Lloyd (61.) | NJ/NY Gotham FC |
| Portland Thorns FC                                           | Elfmeterschießen | | NJ/NY Gotham FC |
| Portland Thorns FC                                           | 1:1 Christine Sinclair Meghan Klingenberg 2:2 Lindsey Horan 3:3 Raquel Rodríguez 4:4 Crystal Dunn 5:5 Becky Sauerbrunn 6:5 Morgan Weaver | 0:1 Allie Long 1:2 Carli Lloyd Jennifer Cudjoe 2:3 Mandy Freeman 3:4 Ifeoma Onumonu 4:5 Evelyne Viens Nahomi Kawasumi | NJ/NY Gotham FC |
| Portland Thorns FC                                           | Simone Charley | Gina Lewandowski | NJ/NY Gotham FC |
| Portland Thorns FC                                           | Spieler des Spiels: Adrianna Franch (Portland Thorns FC) | | NJ/NY Gotham FC |
| 8. Mai 2021 um 10:00 Uhr (PDT) in Portland (Providence Park) | | |                 |
| Ergebnis: 1:1 (1:0), 6:5 i. E.                               | | |                 |
| Schiedsrichterin: Natalie Simon                              | | |                 |
| Spielbericht                                                 | | |                 |